# Adem Rimpapa
Adem Rimpapa (* 1967) ist ein ehemaliger deutscher Kinderdarsteller.

## Leben und Wirken
1979 spielte Rimpapa in dem TV-Mehrteiler Buddenbrooks nach dem gleichnamigen Roman von Thomas Mann die Rolle des jungen Hanno Buddenbrook. 1981 spielte er in Exil die Rolle des Sigbert. In der 1985 erschienenen TV-Serie Ein Stück Himmel spielte er den jüdischen Jungen Richard. In der 42. Episode (Der Sportpalastwalzer) der ZDF-Kriminalserie Der Alte hatte er 1980 ebenfalls eine kleinere Rolle. Er wird dort im Abspann als Adim Rimpapa bezeichnet.
In der Spielzeit 1978/1979 trat er am Bayerischen Staatsschauspiel im Residenztheater München als Ministrant in der Tragikomödie Celestina von Fernando de Rojas auf.
Rimpapa studierte später Medizin an der Ludwig-Maximilians-Universität München. Er promovierte 1999 zum Dr. med. und arbeitet heute (Stand: 2021) als Arzt in München.